# قناع الأنديز (رواية)
```
قناع الأنديز
 
(
بالإنجليزية
: 
Mask of the Andes
)‏
 هي 
رواية
 للكاتب 
الأسترالي
 
جون كليري
.
[
1
]

نشرت 
عام
 
1971
.
```